# Betti Schieferdecker
Betti Schieferdecker (Markranstädt, Alemania, 30 de abril de 1968) es una gimnasta artística alemana que, compitiendo con Alemania del Este, logró ser medallista de bronce olímpica en 1988 en el concurso por equipos.

## Carrera deportiva
En el Mundial que tuvo lugar en Budapest en 1983 consigue el bronce por equipos, tras la Unión Soviética y Rumania, siendo sus compañeras de equipo: Maxi Gnauck, Gabriele Faehnrich, Diana Morawe, Silvia Rau y Astrid Heese.
En los JJ. OO. celebrados en Seúl (Corea del Norte) 1988 consigue el bronce en equipos, tras la Unión Soviética y Rumania, siendo sus compañeras en esta ocasión: Martina Jentsch, Dagmar Kersten, Ulrike Klotz, Gabriele Faehnrich y Dörte Thümmler.